# Nemapogon similella
Nemapogon similella is een vlinder uit de familie echte motten (Tineidae). De wetenschappelijke naam is voor het eerst geldig gepubliceerd in 2007 door Gaedike.
De soort komt voor in Europa.